# Sinn Féin

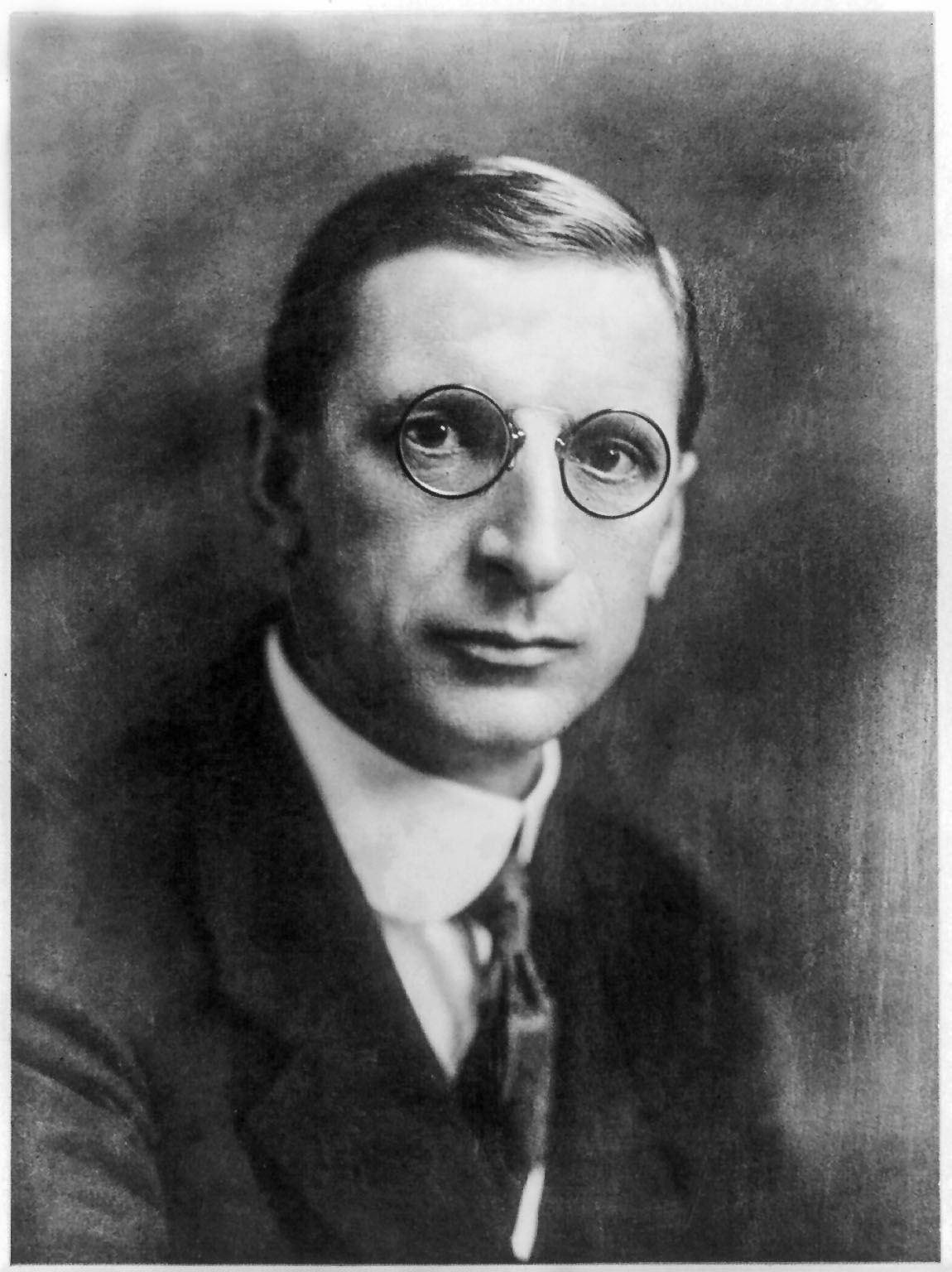
Éamon de Valera (ca. Mitte der 1920er Jahre)

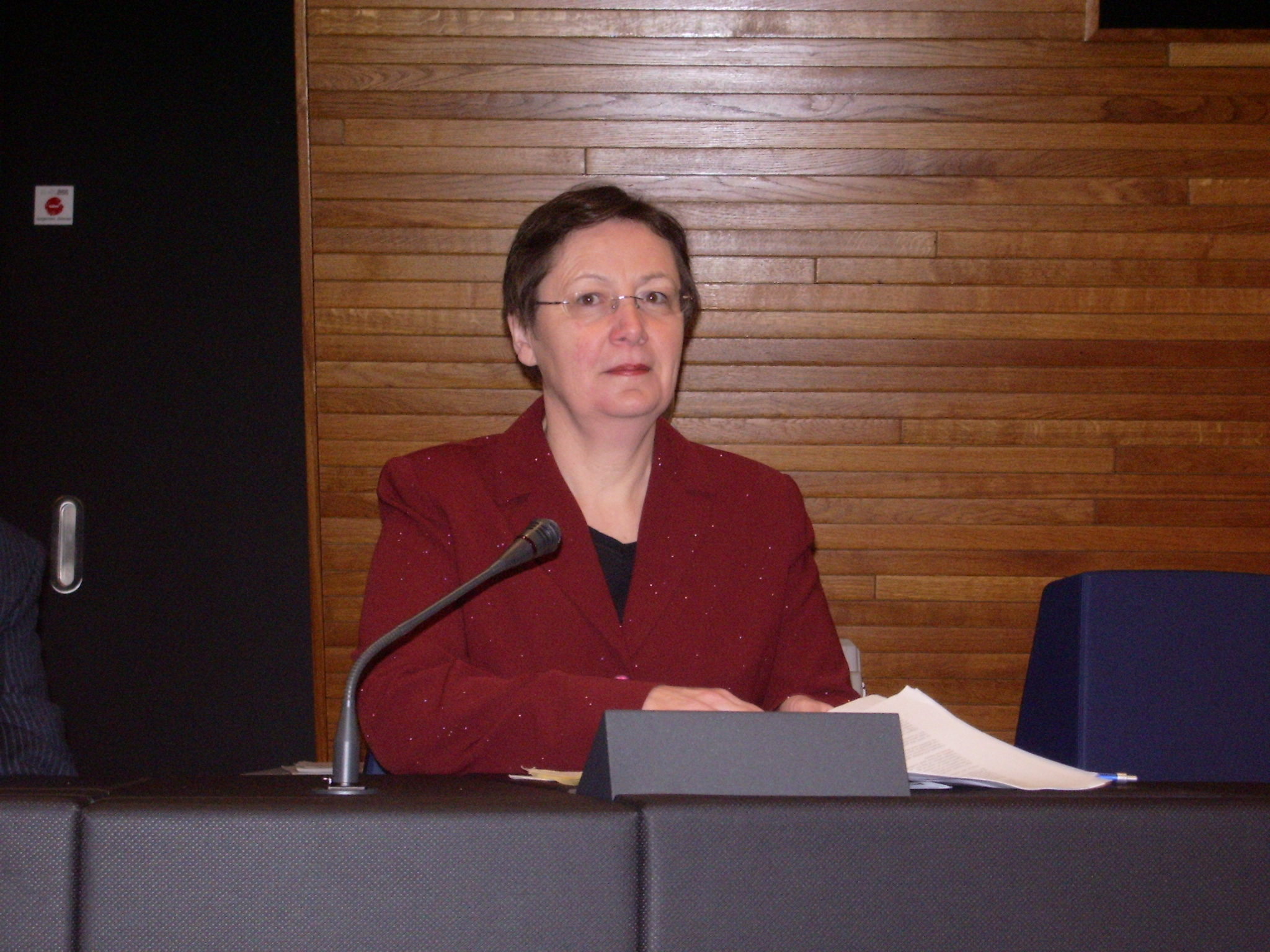
Bairbre de Brún im Straßburger Europaparlament (2008)

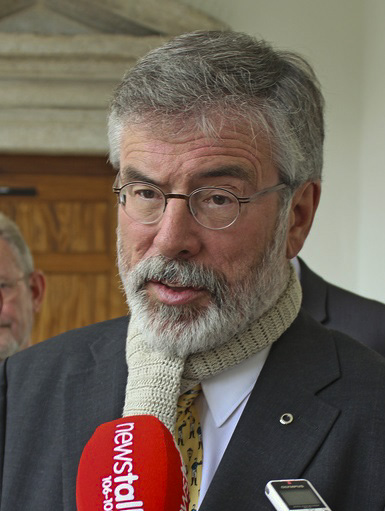
Gerry Adams, Parteichef von 1983 bis 2018

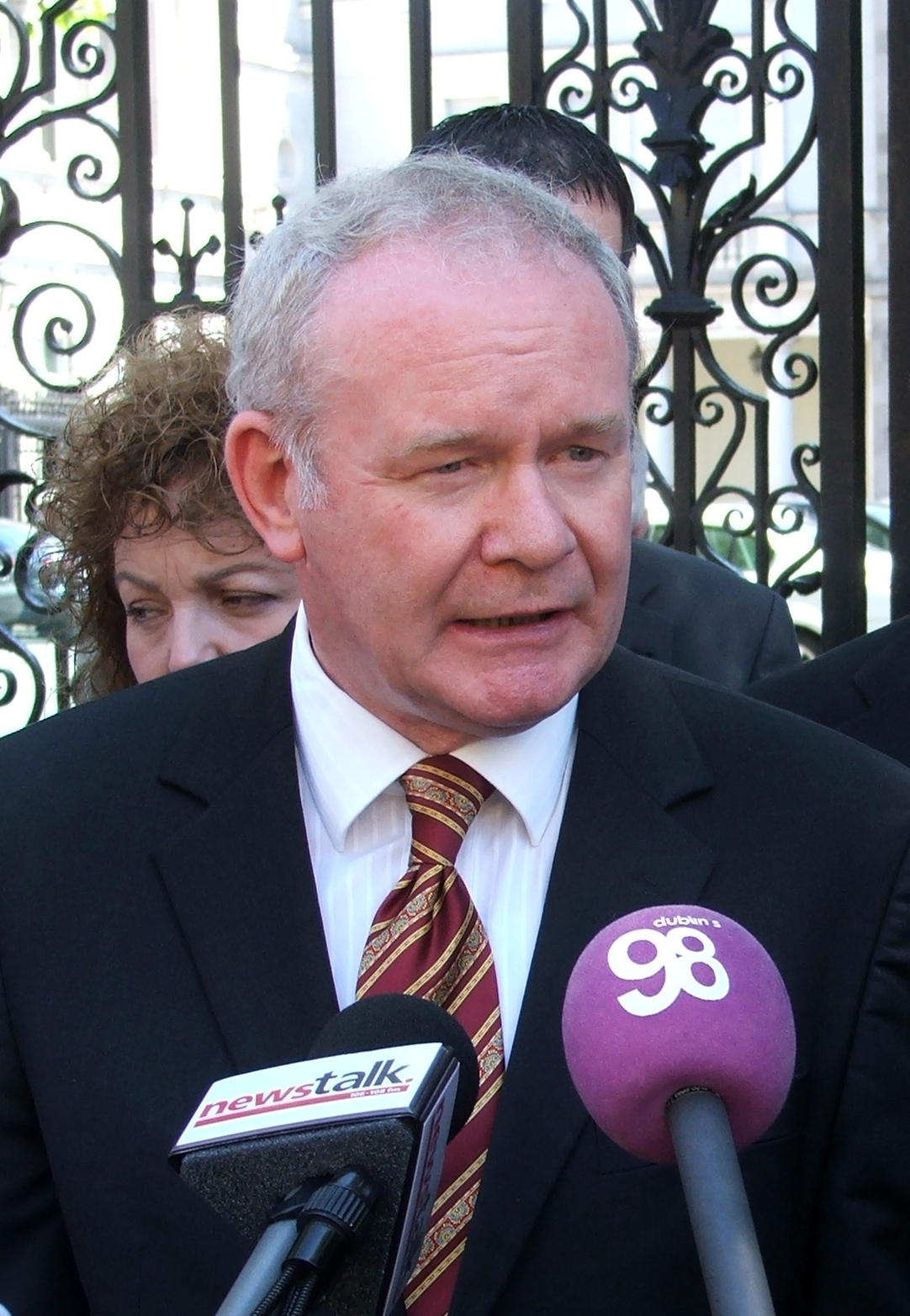
Martin McGuiness (2009)

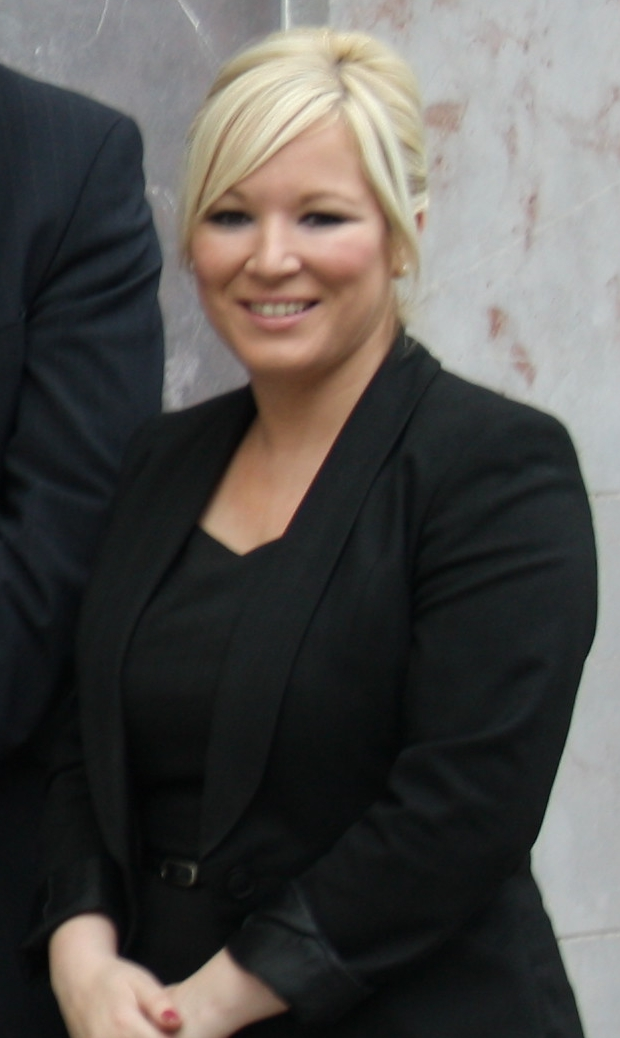
Michelle O’Neill, seit 2017 Parteivorsitzende in Nordirland, seit 2018 stellvertretende Parteivorsitzende (2012)

Sinn Féin ([ˌʃinʲ ˈfʲeːnʲ] bzw. [ˌʃinʲ ˈheːnʲ], irisch für wir selbst) ist eine 1905 gegründete irisch-republikanische Bewegung und Partei und die einzige politische Partei, die sowohl in Nordirland als auch in Irland bedeutend aktiv ist. In Nordirland ist Sinn Féin seit 2005 die unter den katholischen Einwohnern stärkste Partei, in der Republik Irland ist sie seit 1997 im Parlament vertreten. Vor allem in den Grenzregionen zu Nordirland verfügt die Partei über eine historische politische Verankerung.

## Ziele
Das Hauptziel von Sinn Féin besteht darin, die Teilung Irlands zu beenden. Dabei strebt die Partei laut Programm eine „neue nationale Demokratie“ an, die im Konsens aller Bevölkerungsgruppen zu schaffen und auszugestalten sei.

## Vertretung in Parlamenten
Bei der britischen Unterhauswahl am 8. Juni 2017 wurden sieben Abgeordnete für das House of Commons gewählt, die ehemals ebenfalls stark in der katholischen Wählerschaft verankerte Social Democratic and Labour Party verlor ihre letzten Sitze. Die Unterhaus-Abgeordneten der Sinn Féin weigern sich allerdings, ihre Sitze einzunehmen, denn dazu müssten sie einen Treueeid auf den britischen Monarchen schwören.
Im Parlament der Republik Irland (dem Dáil Éireann) ist Sinn Féin mit 37 Abgeordneten vertreten.
Bei der Europawahl 2004 gewann Sinn Féin je einen Sitz für Dublin (Mary Lou McDonald) und Nordirland (Bairbre de Brún). Die beiden Abgeordneten sind Mitglieder der Fraktion der Vereinigten Europäischen Linken, in der sich zahlreiche linke, sozialistische und kommunistische Parteien zusammengeschlossen haben. Nach der Europawahl 2009 behielt nur die nordirische Abgeordnete ihren Sitz, trat aber im Jahre 2012 zurück. Nachfolgerin war Martina Anderson, die 2014 und 2019 ihr Mandat verteidigen konnte und erst mit dem EU-Austritt des Vereinigten Königreichs am 31. Januar 2020 ausschied. 2014 wurde in Irland in allen drei Wahlkreisen jeweils ein Sinn Féin-Kandidat gewählt: Lynn Boylan für Dublin, Liadh Ní Riada für den Süden und Matt Carthy (Midlands–North-West). 2019 konnte nur Carthy sein Mandat verteidigen, der bei den Wahlen zum Dáil Éireann im Februar 2020 gewählt wurde. Nachrücker war Chris MacManus.
Sinn Féin ist im nordirischen Parlament (Northern Ireland Assembly) vertreten. Von 1998 bis 2003, als die Exekutive arbeitete, stellte die Partei zwei Minister. Die stärkste britisch-protestantische Partei, die Democratic Unionist Party, hat sich am 26. März 2007 (Vereinbarung von St. Andrews) auf ein Machtteilungsabkommen mit Sinn Féin geeinigt. Seit dem 8. Mai 2007 war der Sinn-Féin-Abgeordnete Martin McGuinness der stellvertretende Erste Minister von Nordirland. Des Weiteren stellte Sinn Féin mit Pearse Doherty im Ausschuss für Landwirtschaft einen Abgeordneten im irischen Oberhaus (Seanad Éireann) und mit Gráinne Mhic Géidigh für das County Donegal ein Mitglied in der Organisation für soziale, wirtschaftliche und kulturelle Entwicklung Údarás na Gaeltachta.
Abgeordnete der Sinn Féin beschränken ihr Gehalt auf einen durchschnittlichen Industrielohn.

## Beziehung zur IRA
Sinn Féin ist geschichtlich mit der Provisional Irish Republican Army verbunden und wurde deswegen gelegentlich auch als „politischer Arm der IRA“ bezeichnet. Sinn Féin kam damit auch eine besondere Bedeutung im Friedensprozess in Nordirland zu. Von der irischen Regierung wird der Oppositionspartei vorgeworfen, dass sie auch lose organisatorisch mit der IRA verbunden sei. 2005 ging der Justizminister (im Zusammenhang mit der britischen nachfolgenden Entscheidung) über den Vorwurf hinaus, indem er äußerte, einige führende Mitglieder der Partei seien auch führende Mitglieder in der IRA. Sinn Féin wies die Vorwürfe zurück. Nach einem Banküberfall Ende 2004 in Belfast, dessen Täter nicht ermittelt wurden, wurde der IRA der Überfall zur Last gelegt (was diese dementierte). Das House of Commons (Vereinigtes Königreich) beschloss im März 2005 mit der Mehrheit der Stimmen daraufhin, den dortigen Abgeordneten der Sinn Féin die Parlamentsgelder (u. a. zur Finanzierung von Reisen und Angestellten) für ein Jahr vorzuenthalten.

## Geschichte
Sinn Féin wurde am 28. November 1905 von Arthur Griffith in Dublin gegründet. Griffith wollte mit der Parteigründung ursprünglich vor allem ein eigenes Parlament für ganz Irland im Verbund des Vereinigten Königreiches durchsetzen. Vorbild für die Partei und ihr Programm waren die Nationalbewegungen im Osten Mitteleuropas. Griffith orientierte sich insbesondere an der Struktur in Österreich-Ungarn mit einem Monarchen und zwei Parlamenten. Zwischen 1905 und 1908 war der Dramatiker Edward Martyn erster Vorsitzender.
Beim Osteraufstand von 1916 trat Sinn Féin erstmals als gewaltbereite Bewegung auf und entwickelte sich in den folgenden Jahren unter dem neuen Präsidenten Éamon de Valera zur führenden Organisation der Bewegung für eine „nationale Selbstbestimmung“ der Iren. 1918 verzeichnete sie bei den Wahlen zum Unterhaus einen ersten durchschlagenden Erfolg: Sie stellte 73 der 105 irischen Abgeordneten. 1919 rief sie das erste irische Parlament, das First Dáil, in Dublin aus, woraus sich der irische Unabhängigkeitskrieg und die erste Teilung der Insel im Anglo-Irischen Vertrag von 1922 entwickelten.
Vor allem an dem im Vertrag verlangten Treueschwur zum britischen König, weniger an der Teilung, spaltete sich darauf Sinn Féin. Die Befürworter des Vertrages stellten eine knappe Mehrheit im Dáil, in der Partei eine knappe Minderheit. Sie bildeten unter der Führung von W. T. Cosgrave die neue Partei Cumann na nGaedheal, die später in der Fine Gael aufging. Die streng republikanische Mehrheit der Mitglieder wollte diese Bedingung nicht akzeptieren. Im Irischen Bürgerkrieg bekämpften sich beide Seiten erbittert. Nach dem Waffenstillstand 1926 spaltete sich Sinn Féin erneut an einer grundsätzlichen Frage: Sollte man den Status quo akzeptieren und den neuen Freistaat Irland als ersten Schritt auf dem Weg zur Republik anerkennen, oder blieb man besser auf dem Standpunkt der Fundamentalopposition? Die weniger radikalen Gegner des Vertrags um Éamon de Valera bildeten am Ende dieser Auseinandersetzung die neue Partei Fianna Fáil. Die übrig gebliebene, fundamentalrepublikanische Sinn Féin trat nach dem Bürgerkrieg nur noch als Splitterbewegung auf und verschwand nach den Juni-Wahlen 1927 für ein halbes Jahrhundert aus dem Dáil Éireann mit einer kleinen Ausnahme bei den Wahlen 1957. Ähnlich verschwand sie aus dem Parliament of Northern Ireland und dem House of Commons des Vereinten Königreichs.
In den 1960er Jahren verfolgte die Sinn Féin vorübergehend einen marxistischen Kurs.
In den 1970er Jahren kam es zu einer inneren Reform der Partei. Sie verstand sich zunehmend als politischer Flügel der IRA. Politiker einer neuen Generation wie Gerry Adams und Martin McGuinness sowie eine nordirisch dominierte Funktionärsschicht führten die Partei wieder zurück in die politische Handlungsfähigkeit. Ein Waffenstillstand Mitte der 1970er Jahre machte die Sinn Féin zu einem akzeptablen Verhandlungspartner für andere Parteien.
Seit 1970 bringt Sinn Féin eine eigene Zeitschrift heraus, die An Phoblacht, die zunächst monatlich erschien und seit 2010 wöchentlich erscheint.
Wahlerfolge im größeren Umfang und damit politische Macht erlangte die Partei aber erst nach dem Hungerstreik gefangener IRA-Mitglieder 1980/81 um den Sinn-Féin-Unterhauskandidaten Bobby Sands. Der Wahlkampf für ihn und sein Tod wenige Wochen nach der Wahl verschafften der Partei große Popularität.
Die Sinn Féin erkannte am 28. Januar 2007 auf einem Sonderparteitag in Dublin in einer historischen Abstimmung von 2000 Delegierten die nordirische Polizei an. Damit räumte sie ein wichtiges Hindernis bei der Wiederherstellung einer nordirischen Regionalregierung aus dem Weg. Laut dem Parteivorsitzenden Gerry Adams habe sie damit „die Möglichkeit geschaffen, die politische Landschaft auf dieser Insel für immer zu verändern“. Die britische Regierung versicherte im Gegenzug, die Rolle des Geheimdienstes MI5 auf dem Gebiet der Provinz einzuschränken.

## Liste der Präsidenten
- Edward Martyn (1905–1908)
- John Sweetman (1908)
- Arthur Griffith (1908–1917)
- Éamon de Valera (1917–1926)

1923 wurde ein erheblicher Teil der Mitglieder zu Cumann na nGaedheal
1926 trat de Valera aus der Sinn Féin aus und gründete die Fianna Fáil
- John J. O’Kelly (Sceilg) (1926–1931)
- Brian O’Higgins (1931–1933)
- Fr. Michael O’Flanagan (1933–1935)
- Cathal Ó Murchadha (1935–1937)
- Margaret Buckley (1937–1950)
- Pádraig Mac Lógáin (1950–1953)
- Tomás Ó Dubhghaill (1953–1954)
- Pádraig Mac Lógáin (1954–1962)
- Tomás Mac Giolla (1962–1970)

1970 spaltete sich Sinn Féin in zwei Parteien, die sich beide als die einzig legitime Sinn Féin ansahen
- Sinn Féin (Gardiner Place), häufiger Official Sinn Féin genannt. Die Partei benannte sich in Sinn Féin, the Workers Party (1977) um, später nannte man sich nur noch Workers Party (1982).
- Sinn Féin (Kevin Street), häufiger Provisional Sinn Féin genannt. Dieser Flügel ist inzwischen allgemein als „die“ Sinn Féin bekannt.

- Ruairí Ó Brádaigh (1970–1983)

1986 verließ Ó Brádaigh die Partei und gründete Republican Sinn Féin
- Gerry Adams (1983–2018)
- Mary Lou McDonald (2018–heute)

## Bekannte Politiker
- Gerry Adams, ehemaliger Parteivorsitzender, maßgeblich am nordirischen Friedensprozess beteiligt
- Joe Cahill, Stabschef der IRA 1972–1973
- Michael Collins, irischer Unabhängigkeitskämpfer
- Pat Doherty
- Denis Donaldson, britischer Spion
- Ruairí Ó Brádaigh
- Dáithí Ó Conaill
- Michelle O’Neill, derzeitige Parteivorsitzende in Nordirland
- Martin McGuinness, ehemaliger stellvertretender Erster Minister in Nordirland 2007–2017
- Danny Morrison, Schriftsteller und Journalist
- Eamon de Valera, ehemaliger Parteivorsitzender, Gründer von Fianna Fáil und dritter irischer Ministerpräsident

## Wahlergebnisse

### Nordirland
Die Wahlergebnisse in der folgenden Tabelle sind jeweils (auch für die gesamt-britischen Wahlen) auf Nordirland bezogen. Unterhauswahlen erfolgten durchgehend nach Mehrheitswahlrecht, Wahlen zur Nordirland-Versammlung ab 1998 und Wahlen zum Europaparlament nach Präferenzwahlrecht.
| Jahr | Wahl                        | Stimmenanteil | Sitze  |
| ---- | --------------------------- | ------------- | ------ |
| 1982 | Nordirland-Versammlung 1982 | 10,1 %        | 5/78   |
| 1983 | Unterhauswahl 1983          | 13,4 %        | 1/17   |
| 1984 | Europawahl 1984             | 13,3 %        | 0/3    |
| 1987 | Unterhauswahl 1987          | 11,4 %        | 1/17   |
| 1989 | Europawahl 1989             | 9,0 %         | 0/3    |
| 1992 | Unterhauswahl 1992          | 10,0 %        | 0/17   |
| 1994 | Europawahl 1994             | 9,9 %         | 0/3    |
| 1997 | Unterhauswahl 1997          | 16,1 %        | 2/18   |
| 1998 | Nordirland-Versammlung 1998 | 17,7 %        | 18/108 |
| 1999 | Europawahl 1999             | 17,3 %        | 0/3    |
| 2001 | Unterhauswahl 2001          | 21,7 %        | 4/18   |
| 2003 | Nordirland-Versammlung 2003 | 23,5 %        | 24/108 |
| 2004 | Europawahl 2004             | 26,3 %        | 1/3    |
| 2005 | Unterhauswahl 2005          | 24,3 %        | 5/18   |
| 2007 | Nordirland-Versammlung 2007 | 26,2 %        | 28/108 |
| 2009 | Europawahl 2009             | 25,8 %        | 1/3    |
| 2010 | Unterhauswahl 2010          | 25,5 %        | 5/18   |
| 2011 | Nordirland-Versammlung 2011 | 26,3 %        | 29/108 |
| 2014 | Europawahl 2014             | 25,5 %        | 1/3    |
| 2015 | Unterhauswahl 2015          | 24,5 %        | 4/18   |
| 2016 | Nordirland-Versammlung 2016 | 24,0 %        | 28/108 |
| 2017 | Nordirland-Versammlung 2017 | 27,9 %        | 27/90  |
| 2017 | Unterhauswahl 2017          | 29,4 %        | 7/18   |
| 2019 | Europawahl 2019             | 22,2 %        | 1/3    |
| 2019 | Unterhauswahl 2019          | 22,8 %        | 7/18   |
| 2022 | Nordirland-Versammlung 2022 | 29,0 %        | 27/90  |
| 2024 | Unterhauswahl 2024          | 27,0 %        | 7/18   |

### Republik Irland
| Jahr         | Wahl                      | Stimmenanteil | Sitze  |
| ------------ | ------------------------- | ------------- | ------ |
| 1982 Februar | Dáil Éireann 1982 Februar | 1,0 %         | 0/166  |
| 1984         | Europawahl 1984           | 4,9 %         | 0/15   |
| 1987         | Dáil Éireann 1987         | 1,9 %         | 0/166  |
| 1989         | Dáil Éireann 1989         | 1,2 %         | 0/166  |
| 1989         | Europawahl 1989           | 2,2 %         | 0/15   |
| 1992         | Dáil Éireann 1992         | 1,6 %         | 0/166  |
| 1994         | Europawahl 1994           | 3,0 %         | 0/15   |
| 1997         | Dáil Éireann 1997         | 2,5 %         | 1/166  |
| 1999         | Europawahl 1999           | 6,3 %         | 0/15   |
| 2002         | Dáil Éireann 2002         | 6,5 %         | 5/166  |
| 2004         | Europawahl 2004           | 11,1 %        | 1/13   |
| 2007         | Dáil Éireann 2007         | 6,9 %         | 4/166  |
| 2009         | Europawahl 2009           | 11,2 %        | 0/12   |
| 2011         | Dáil Éireann 2011         | 9,9 %         | 14/166 |
| 2014         | Europawahl 2014           | 19,5 %        | 3/11   |
| 2016         | Dáil Éireann 2016         | 13,8 %        | 23/158 |
| 2019         | Europawahl 2019           | 11,7 %        | 1/11   |
| 2020         | Dáil Éireann 2020         | 24,5 %        | 37/160 |
| 2024         | Europawahl 2024           | 11,1 %        | 2/14   |
| 2024         | Dáil Éireann 2024         | 19,0 %        | 39/174 |